# Ломан-Люткеман, Алида
Герарда Алида Люткеман (нидерл. Gerarda Alida Lütkemann, в первом браке Олденбом-Люткеман, нидерл. Oldenboom-Lütkemann, во втором Ломан-Люткеман, нидерл. Loman-Lütkemann; 7 февраля 1869, Амстердам — 29 мая 1942, Бюссюм) — нидерландская певица

 (сопрано).
Училась у Йоханнеса Мессарта, затем совершенствовала своё мастерство в Париже у Матильды Маркези и Мари Трела и в Брюсселе у Франсуа Огюста Геварта.
Наиболее известна своим участием в нидерландских исполнениях произведений Густава Малера в 1904 году: Люткеман пела сопрановые партии во Второй и Четвёртой симфониях, и композитор оценил её очень высоко, написав жене: «Это маленькая толстая тётушка, вроде нашей кухарки Цилли, но поёт она божественно и голос у неё чистый, как колокольчик». В 1906 году после развода с первым мужем вышла замуж за фотографа и музыканта Брама Ломана и в 1907—1908 годах совершила концертное турне по Голландской Ост-Индии и Австралии с мужем в качестве импресарио и Эвертом Корнелисом в качестве аккомпаниатора. В 1903 году записала несколько романсов, в том числе «Орешник» Роберта Шумана, «Серенаду» Самуэля де Ланге, «Песнь Солнца» Катарины ван Реннес. В дальнейшем занималась преподавательской деятельностью.
Алиде Люткеман посвящён романс Альфонса Дипенброка на стихи Поля Верлена «Лунный свет» (1898).
Сын Люткеман и Ломана Йоханнес Рейну Абрахам Ломан (нидерл. Johannes Reinoud Abraham Loman; 1908—1976) был крупным нидерландским индологом и санскритологом.
Алиде Люткеман принадлежал натюрморт Винсента ван Гога «Ваза с цинниями и другими цветами» (1886), в настоящее время экспонируемый Национальной галереей Канады.